# 內政部移民署
25°02′09″N 121°30′29″E / 25.03583°N 121.50806°E
內政部移民署（簡稱移民署）是中華民國有關入出國境及移民事務的最高主管機關，隸屬於內政部，成立於2007年。在全國各縣市皆設有服務站及專勤隊，為民眾辦理入出國及移民涉外事務相關手續，並在機場、港口等國境審查點設有入出境旅客證照查驗點；亦在海外派設有28個移民工作組，服務海外僑民辦理入出境諮詢、服務事項。
內政部移民署下設入出國事務組、移民事務組、國際及執法事務組、移民資訊組、秘書室、人事室、主計室、政風室、國境事務大隊、北區事務大隊、中區事務大隊、南區事務大隊、訓練中心及科技偵查中心，共計4組4室4大隊及2中心(任務編組)。

## 歷史
自草創至設署，最早是由臺灣警備總司令部及臺灣省政府警務處採取入出分管、軍民分管，而且分地辦公。初無專責機關，到統合「軍民入出境聯合審查處」，改為「入出境管理處」，再移隸內政部警政署；民國96年（2007年）改制為「內政部入出國及移民署」，民國104年（2015年）1月2日組織改造、更名「內政部移民署」，歷經五度變革。
- 1952年4月16日，臺灣省保安司令部「督察處」與臺灣省政府警務處「旅行室」合併成立「臺灣省保安司令部軍民出入境聯合審查處」。
- 1957年3月，改為「臺灣省保安司令部入出境管理處」。
- 1958年7月，配合臺灣省保安司令部改組為臺灣警備總司令部，而更名為「臺灣警備總司令部入出境管理處」。
- 1972年9月，將原隸屬中華民國國軍軍事體系之境管工作改為警察體系而改隸內政部警政署，改制為「內政部警政署入出境管理局」。
- 1999年5月21日，總統令公布《入出國及移民法》，第二條規定內政部設「入出國及移民署」以統一事權。同時，內政部研擬《內政部入出國及移民署組織法草案》。
- 2005年11月8日，歷經多次折衝，立法院三讀通過《內政部入出國及移民署組織法》。
- 2007年1月2日，由內政部警政署入出境管理局整合僑務委員會、內政部戶政司、內政部警政署（外事組、外事警官隊、航空警察局及各港務警察局查驗隊，各縣市警察局外事課、陸務課業務，保安警察第一、四、五總隊）等業務，成立「內政部入出國及移民署」；首任署長為原入出境管理局局長吳振吉陞任，二位副署長分別由入出境管理局副局長吳學燕、蔡震榮陞任。
- 2013年8月21日，總統令公布《內政部移民署組織法》。

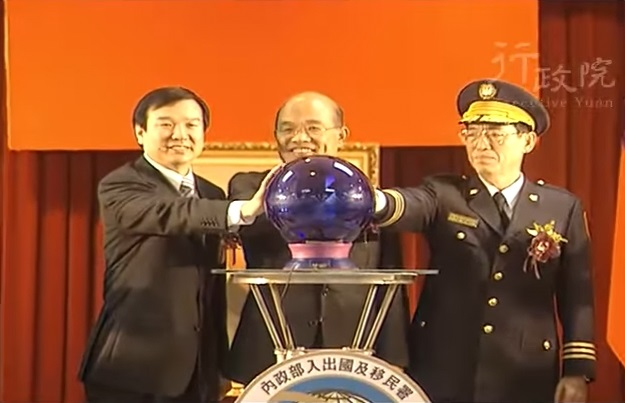
2007年1月2日內政部入出國及移民署成立並舉行掛牌典禮，由行政院院長蘇貞昌親自主持，首任署長由入出境管理局局長吳振吉陞任。

- 2007年1月2日內政部入出國及移民署成立並舉行掛牌典禮，由行政院院長蘇貞昌親自主持，首任署長由入出境管理局局長吳振吉陞任。2015年1月2日，更名為「內政部移民署」[5]。

## 歷任首長

### 國防部軍事體系時期
臺灣省保安司令部軍民出入境聯合審查處處長
臺灣省保安司令部入出境管理處處長
臺灣警備總司令部入出境管理處處長

### 內政部警察體系時期
內政部警政署入出境管理局局長
| 任別 | 姓名   | 任職期間                 | 原職                   | 備註                       |
| ---- | ------ | ------------------------ | ---------------------- | -------------------------- |
| 1    | 馬躬耕 | 1972年9月－1986年3月31日 |                        | 屆齡退休                   |
| 2    | 汪元仁 | 1986年4月1日－1994年12月 | 海軍總司令部政戰部主任 | 中華民國海軍中將，屆齡退休 |
| 3    | 曾文昌 | 1994年12月－2004年8月    | 內政部總務司司長       | 後調任內政部警政署警政委員 |
| 4    | 吳振吉 | 2004年8月－2007年1月1日  |                        |                            |

### 內政部文官體系時期
內政部入出國及移民署署長
| 任別 | 姓名   | 任職期間                      | 原職                           | 備註                           |
| ---- | ------ | ----------------------------- | ------------------------------ | ------------------------------ |
| 1    | 吳振吉 | 2007年1月2日－2008年6月8日    | 入出境管理局局長               | 因政黨輪替提前申請退休         |
| 2    | 簡太郎 | 2008年6月8日－2008年12月22日  |                                | 內政部常務次長兼代             |
| 3    | 謝立功 | 2008年12月22日－2014年5月20日 | 內政部入出國及移民署副署長     | 卸任後曾任國家安全會議諮詢委員 |
| 4    | 莫天虎 | 2014年5月20日－2015年1月2日   | 法務部調查局國內安全調查處處長 |                                |

內政部移民署署長
| 任別 | 姓名   | 任職期間                       | 原職               | 備註                                           |
| ---- | ------ | ------------------------------ | ------------------ | ---------------------------------------------- |
| 1    | 莫天虎 | 2015年1月2日－2016年5月4日     |                    | 因政黨輪替提前申請退休，後出任中國國民黨秘書長 |
| 代理 | 何榮村 | 2016年5月4日－2016年7月31日    |                    | 副署長代理                                     |
| 2    | 何榮村 | 2016年7月31日－2017年7月16日   | 內政部移民署副署長 | 屆齡退休                                       |
| 3    | 楊家駿 | 2017年7月17日－2018年12月12日  | 內政部移民署副署長 | 因視察過程引發爭議，被調任內政部參事           |
| 代理 | 鐘景琨 | 2018年12月12日－2018年12月28日 |                    | 副署長代理                                     |
| ４   | 邱豐光 | 2018年12月28日－2021年1月16日  | 內政部警政署副署長 | 屆齡退休                                       |
| 5    | 鐘景琨 | 2021年1月16日－2025年4月15日   | 內政部移民署副署長 | 屆齡退休                                       |
| 代理 | 林宏恩 | 2025年4月16日－2025年5月28日   |                    | 副署長代理                                     |
| 6    | 林宏恩 | 2025年5月29日－現任            | 內政部移民署副署長 | 代理署長真除                                   |

## 組織
- 署長（一人，職務列簡任第十三職等）
  - 副署長（二人，職務列簡任第十二職等）
    - 主任秘書（一人，職務列簡任第十一職等）
    - 組長（四人，職務列簡任第十一職等）
    - 大隊長（四人，職務列簡任第十一職等）
    - 副組長（四人，職務列簡任第十職等）
    - 副大隊長（八人，職務列簡任第十職等）
    - 主任（一人，職務列簡任第十職等或薦任第九職等）
    - 專門委員（二十八人，職務列簡任第十職等或薦任第九職等）
    - 高級分析師（二人，職務列簡任第十職等或薦任第九職等）
      - 所長（由專門委員兼任）
      - 科長（二十八人，職務列薦任第九職等）
      - 隊長（四十五人，職務列薦任第九職等）
      - 站主任（十九人，職務列薦任第九職等）
      - 副站長（五十二人，由視察兼任）
      - 視察（一二五人，職務列薦任第八至第九職等）
      - 秘書（三十一人，職務列薦任第八至第九職等）
      - 分析師（十人，職務列薦任第八至第九職等）
      - 技正（一人，職務列薦任第八至第九職等）
      - 專員（三三三人，職務列薦任第七至第八職等）
      - 設計師（十八人，職務列薦任第六至第八職等）
      - 分隊長（一六七人，由專員兼任）
        - 輔導員（十六人，職務列委任第五職等至薦任第七職等）
        - 技士（五人，職務列委任第五職等至薦任第七職等）
        - 科員（一一五五人，職務列委任第五職等至薦任第七職等）
        - 助理程式設計師（二十人，職務列委任第五職等至薦任第七職等）
        - 技佐（二人，職務列委任第四至第五職等）
        - 助理員（三五九人，職務列委任第四至薦任第六職等）
        - 助理設計師（十人，職務列委任第四至第五職等）
        - 辦事員（九十六人，職務列委任第三至第五職等）
        - 書記（二十三人，職務列委任第一至第三職等）

### 業務（幕僚）單位
- 入出國事務組：綜合計畫科、入出國規劃科、陸務科、停留科、入出國管制科。
- 移民事務組：移民規劃科、移民輔導科、居一科、居二科、移民機構科、販運防制科。
- 國際及執法事務組：國際科（派任駐外移民秘書）、外事科、安全科、協管科、執法科。
- 移民資訊組：資訊規劃科、系統設計科、資訊設施科、資訊處理科、資訊服務科、資訊安全科。
- 秘書室：編審及檔案科、文書科、事務科、出納及財物科、公關及新聞科、法制科。
- 人事室：編制任免科、考核訓練科、退休福利科。
- 主計室：歲計科、會計科、審計科。
- 政風室：預防科、查處科。

### 任務編組單位
- 訓練中心：辦理公務人員特種考試移民行政人員專業訓練及本署在職人員訓練。
- 科技偵查中心

### 所屬大隊
國境事務大隊
下轄17個業（事）務隊，主掌入出境證照查驗、入出國人流管控、國境線上執法及面談等國境業務。
| - 大隊部（駐地：桃園國際機場）： - 行政業務隊 - 國境業務隊 - 鑑識調查隊 - 入出國查驗監控隊 - 科技偵查隊 - 南勤務區機場港口： - 高雄機場國境事務隊 - 高雄港國境事務隊 - 金門國境事務隊 | - 北勤務區機場港口： - 桃園機場第一隊 - 桃園機場第二隊 - 桃園機場第三隊 - 桃園機場第四隊 - 桃園機場第五隊 - 特殊勤務隊 - 松山機場國境事務隊 - 基隆港國境事務隊 - 臺中港國境事務隊（含臺中國際機場） |

北區事務大隊
下轄11隊、7個服務站及2個收容所，統轄基隆市、臺北市、新北市、桃園市、宜蘭縣、花蓮縣及連江縣之專勤隊、服務站及收容所等業務。
| - 大隊部（駐地：新北市板橋區）： - 業務第一隊 - 業務第二隊 - 機動隊 - 科技偵查隊 - 專勤隊： - 基隆市專勤隊 - 臺北市專勤隊 - 新北市專勤隊 - 桃園市專勤隊 - 宜蘭縣專勤隊 - 花蓮縣專勤隊 - 連江縣專勤隊 | - 服務站： - 基隆市服務站 - 臺北市服務站 - 新北市服務站 - 桃園市服務站 - 宜蘭縣服務站 - 花蓮縣服務站 - 連江縣服務站 - 收容所： - 內政部移民署臺北收容所 - 內政部移民署宜蘭收容所 |

中區事務大隊
下轄10隊、8個服務站及1個收容所，統轄新竹縣、新竹市、苗栗縣、臺中市、南投縣、彰化縣及澎湖縣之專勤隊、服務站及收容所等業務。

| - 大隊部（駐地：臺中市南屯區）： - 業務第一隊 - 業務第二隊 - 科技偵查隊 - 專勤隊： - 新竹縣專勤隊 - 新竹市專勤隊 - 苗栗縣專勤隊 - 臺中市專勤隊 - 南投縣專勤隊 - 彰化縣專勤隊 - 澎湖縣專勤隊 | - 服務站： - 新竹縣服務站 - 新竹市服務站 - 苗栗縣服務站 - 臺中市第一服務站 - 臺中市第二服務站 - 南投縣服務站 - 彰化縣服務站 - 澎湖縣服務站 - 收容所： - 內政部移民署南投收容所 |  |

南區事務大隊

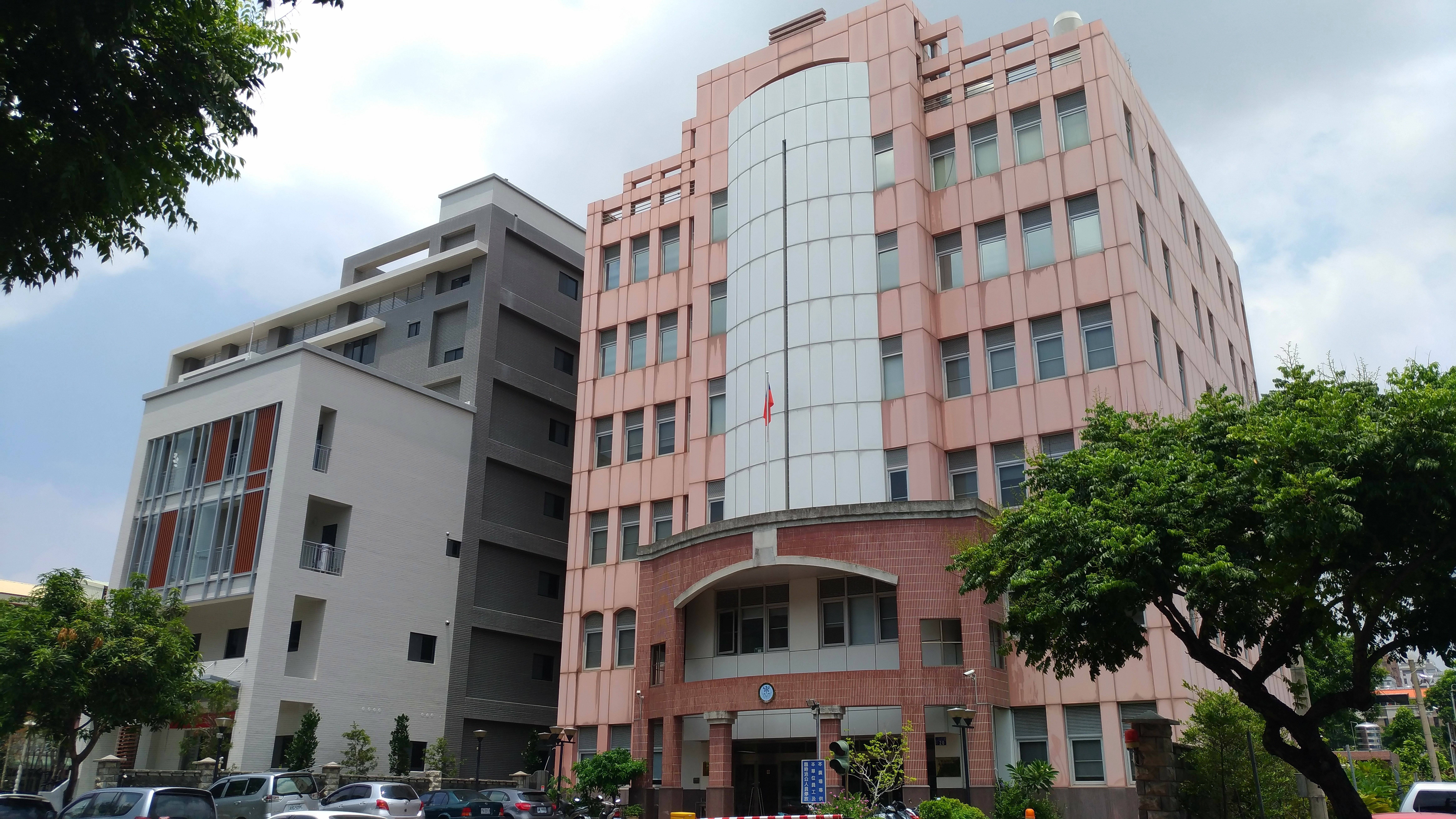
左側為位在文心南三路的內政部移民署臺中辦公廳舍

下轄11隊、10個服務站及1個收容所，統轄雲林縣、嘉義市、嘉義縣、臺南市、高雄市、屏東縣、臺東縣及金門縣之專勤隊、服務站及收容所等業務。
| - 大隊部（駐地：高雄市新興區）： - 業務第一隊 - 業務第二隊 - 科技偵查隊 - 專勤隊： - 雲林縣專勤隊 - 嘉義市專勤隊 - 嘉義縣專勤隊 - 臺南市專勤隊 - 高雄市專勤隊 - 屏東縣專勤隊 - 臺東縣專勤隊 - 金門縣專勤隊 | - 服務站： - 雲林縣服務站 - 嘉義市服務站 - 嘉義縣服務站 - 臺南市第一服務站 - 臺南市第二服務站 - 高雄市第一服務站 - 高雄市第二服務站 - 屏東縣服務站 - 臺東縣服務站 - 金門縣服務站 - 收容所： - 內政部移民署高雄收容所 |

## 制服
內政部移民署人員為民眾辦理入出國及移民相關手續，原為內政部警政署之業務，依據《內政部移民署人員服制辦法》 規定穿著。
| 物品           | 說明 |
| -------------- | --- |
| 襯衣           | 白色 |
| 常服外套       | 藏青色，袖口有階級徽飾 |
| 褲子           | 黑色 |
| 大盤帽         | 顏色為藏青色，帽徽繡有移民署徽，並依據官階不同而搭配金線與稻穗，職務列等最高為簡任者三條、薦任者二條、委任者、雇員及約聘僱人員一條。 |
| 禮帽（女性）   | 顏色為藏青色，帽徽繡有移民署徽，並依據官階不同而搭配金線與稻穗，官等線條同男性大盤帽。                                               |
| 便帽（勤務帽） | 顏色為藏青色，帽徽繡有移民署徽 |
| 領章           | 金黃色移民署徽一對（白天鵝與地球結合），兩兩相對                                                                                     |
| 臂章           | 外框是遁形，中間繡有移民署署徽，上面名為內政部移民署，下面為英文。                                                                   |
| 編號胸章       | 上有移民署署徽與服務人員編號。 |
| 胸章           | 展翅飛鷹並有英文簡寫N.I.A。 |
| 上衣袖章       | 於上衣長袖下緣五公分處，圍寬○點八公分金線，金線數，職務列等最高為簡任者三條，薦任者二條、委任者、雇員及約聘僱人員一條。              |

| 官等官階袖章 | 簡任 | 薦任 | 委任、雇員及約聘僱人員 |
| 階級識別     |      |      |                        |

## 外部連結
- 內政部移民署（繁體中文）（英文）（越南文）（印尼文）（泰文）（他加祿語）（高棉文）
- （页面存档备份，存于） - 內政部移民署為服務外國居留人士而設之專門網站（繁體中文）（英文）（日語）（越南文）（印尼文）（泰文）（高棉文）